# NGC 203
NGC 203은 태양계에서 대략 2억 3300만 광년 떨어져있으며, 물고기자리에 위치한 렌즈형 은하이다. 1873년 12월 19일, 영국인 천문학자 Ralph Copeland에 의해 발견되었다.
NGC 203은 신판일반목록에서 NGC 211으로도 등록되어있다.

## 같이 보기
- 렌즈형은하
- NGC 1 ~ 999 목록
- 물고기자리